# Pfanschmidt Keresztély
Pfanschmidt Keresztély (Lőcse,  1660/1665 körül – Lőcse?, 1741. november 21.) a Tiszai evangélikus egyházkerület püspöke 1735-től haláláig.

## Életútja
Lőcsén tanult. Külföldre menvén, 1685-től Boroszlóban, 1688 tavaszától Jenában gyarapította ismereteit. 1691-ben hazajőve, kétévi várakozás után német prédikátor, 1706-ban elsőpap lett szülővárosában. 1729-ben püspökké választotta a szabad kir. városok egyházkerülete, mely 1735-ben egybeolvadván a gömörvidékivel, tulajdonképpeni püspöke ő lett az új kerületnek, bár a másik püspök is végzett püspöki teendőket haláláig. Viszont őneki még halála előtt megválasztották az utódját, tulajdonképpen a másiknak az utódjául. 
Műve: Glaubigen Christen seliger Anfechtungs-Stand… (Gyászbeszéd Pitschke János felett). (Lőcse, 1717.)